# Bacino di Badwater
Badwater è un bacino endoreico (cioè privo di emissari) che si trova nella Valle della Morte, Contea di Inyo, in California, all'interno del Death Valley National Park. È noto per essere convenzionalmente indicato come il punto più basso del Nordamerica, con una quota di 282 piedi (86 m) sotto il livello del mare, mentre il Monte Whitney, il punto più alto degli Stati Uniti continentali, si trova solo 76 miglia (122 km) a ovest.

## Geografia
Il lago visibile è costituito da una modesta pozza alimentata da una sorgente in prossimità della strada, l'acquifero che origina la sorgente è a sua volta alimentato dal fiume Amargosa. Il contenuto in sali minerali è talmente elevato da rendere l'acqua non potabile e meritargli l'aggettivo di "cattiva" (bad), da cui il nome. Nonostante la salinità, la pozza presenta comunque vita vegetale e animale, compresi esemplari di piante alofite del genere Salicornia, insetti acquatici e il gasteropode Assiminea infirma.
Vicino alla pozza, dove l'acqua non è sempre presente in superficie, cicli ripetuti di congelamento-disgelo ed evaporazione hanno portato la sottile crosta di sale a formare celle esagonali, "a nido d'ape".

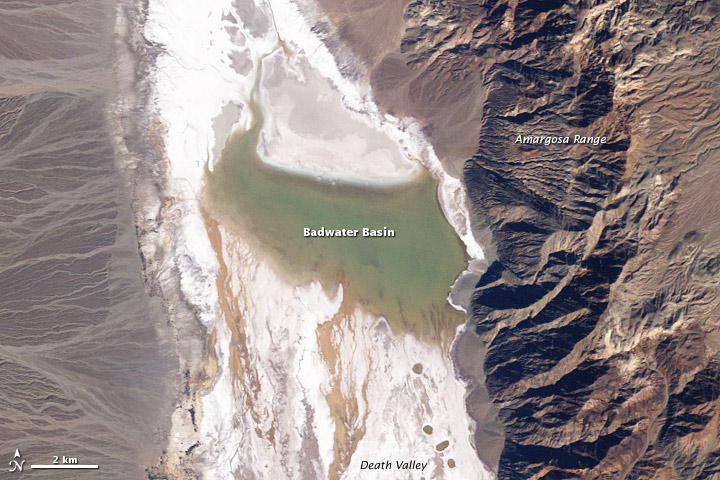
Il bacino di Badwater dopo le piogge del 2005.

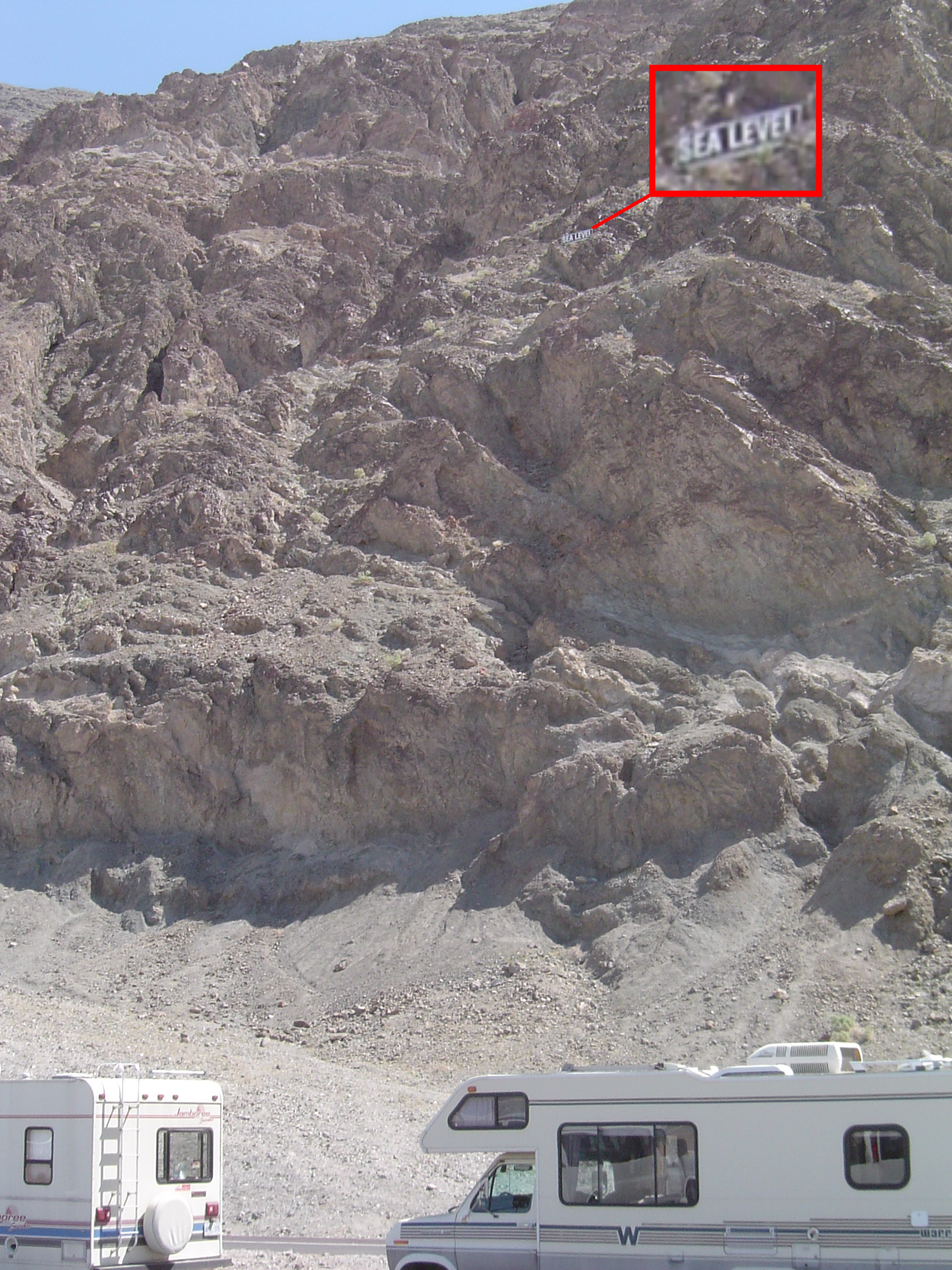
Si può vedere la scritta "SEA LEVEL" a circa 2/3 della parete rocciosa sopra l'area turistica.

La pozza non costituisce in realtà il punto di massima depressione, anche se di poco. Esso si trova poche miglia a ovest e varia di posizione. La piana salina che ricopre buona parte del bacino è pericolosa da attraversare, in quanto spesso costituita da una sottile crosta bianca di sale che ricopre uno strato fangoso, per cui il cartello di massima depressione è stato posto convenzionalmente presso la pozza. A volte viene riportato come la massima depressione dell'emisfero occidentale, ma in realtà è superato dalla Laguna del Carbón in Argentina, che raggiunge i 105 metri sotto il livello del mare.
La parte inferiore del bacino viene periodicamente allagata da acquazzoni, che ricoprono lo strato di sale con un sottile velo d'acqua. L'ampio lago che si va così a formare ha natura effimera, poiché i 1,9 pollici (4,8 cm) di precipitazioni medie annuali sono ben poca cosa a confronto dei 150 pollici (380 cm) del tasso (potenziale) di evaporazione annuale, il maggiore degli Stati Uniti. Si calcola infatti che un lago di 30 miglia (48 km) profondo 12 piedi (3,7 m) si prosciugherebbe nel giro di un solo anno. Il sale che si dissolve nelle acque che periodicamente invadono il bacino si rideposita in forma di cristalli puri con l'evaporazione.
Sulla parete rocciosa che sovrasta Badwater, a indicare il livello del mare, è stata posta la scritta SEA LEVEL, divenuta molto popolare tra i turisti.

## Formazione
Durante l'Olocene, quando il clima della regione era meno secco, ruscelli provenienti dalle montagne circostanti crearono gradualmente nella Valle della Morte un lago profondo quasi 10 m, che assieme alla palude di Cotton Bail e al bacino Middle costituiva il lago Manly, lungo 80 miglia (128,7 km). Parte dei sali minerali contenuti nelle acque degli antichi laghi della valle si dissolse nelle residue acque di superficie, creando una soluzione satura.
Man mano che il clima divenne secco, con l'aumento delle temperature medie e l'abbassarsi dei tassi di precipitazione il lago iniziò a prosciugarsi e la concentrazione del sale via via aumentò. Alla fine rimasero delle pozze di melma salata nelle parti più depresse della Valle della Morte. I sali (al 95% cloruro di sodio) iniziarono a cristallizzare, formando una crosta superficiale con spessore da meno di 10 cm a 1,5 m.

## Galleria d'immagini

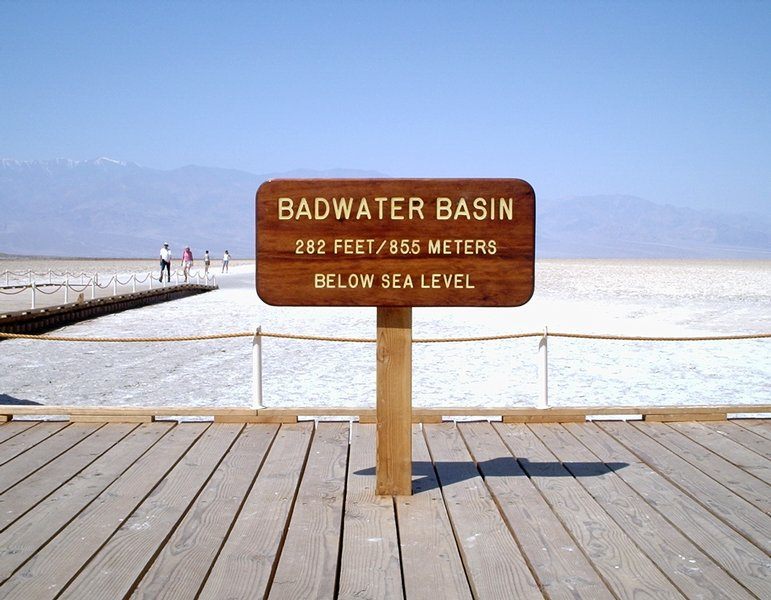
Segnale che riporta l'altitudine di Badwater.
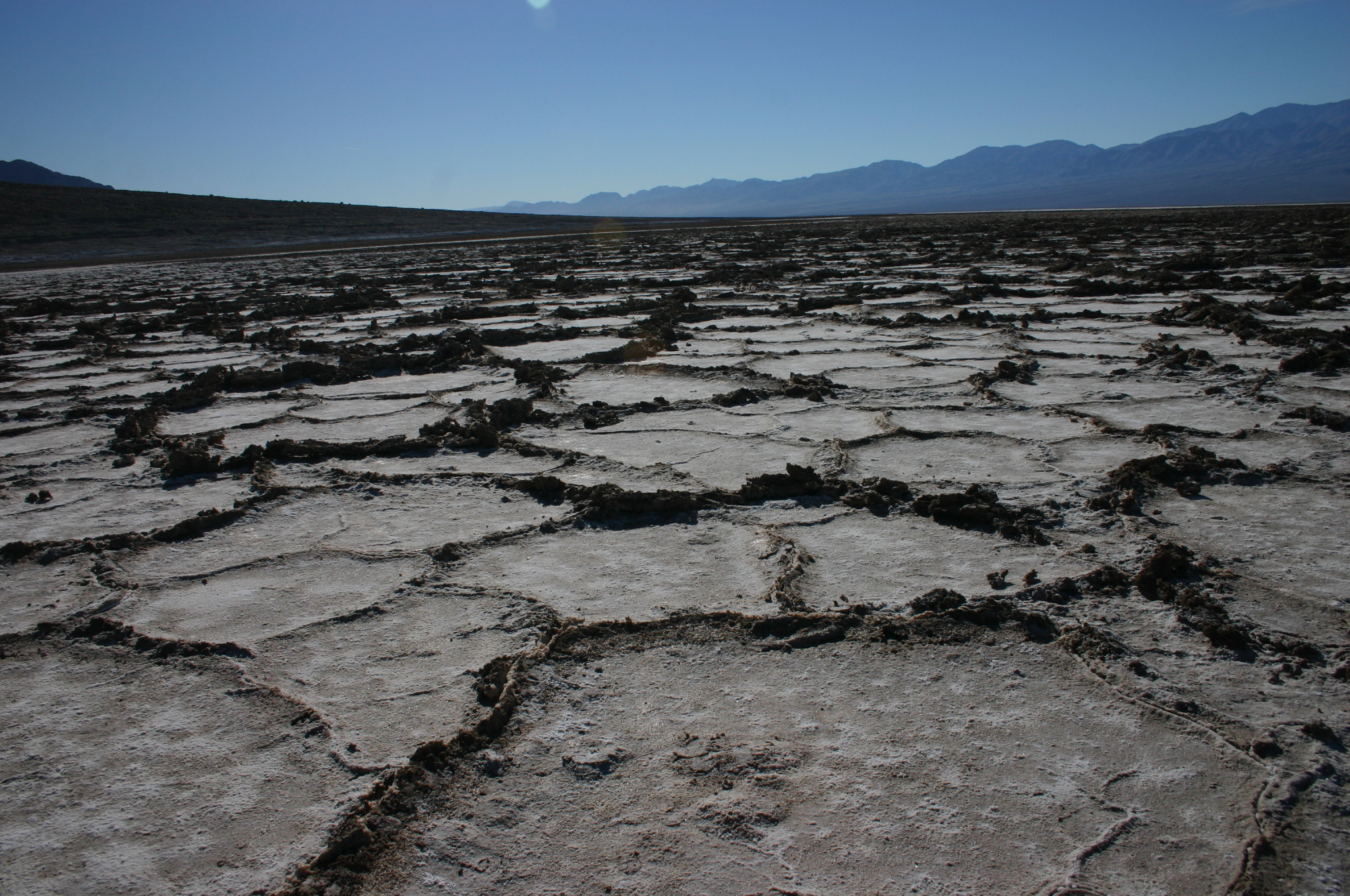
Le celle esagonali formate dai ripetuti cicli di congelamento-disgelo-evaporazione.
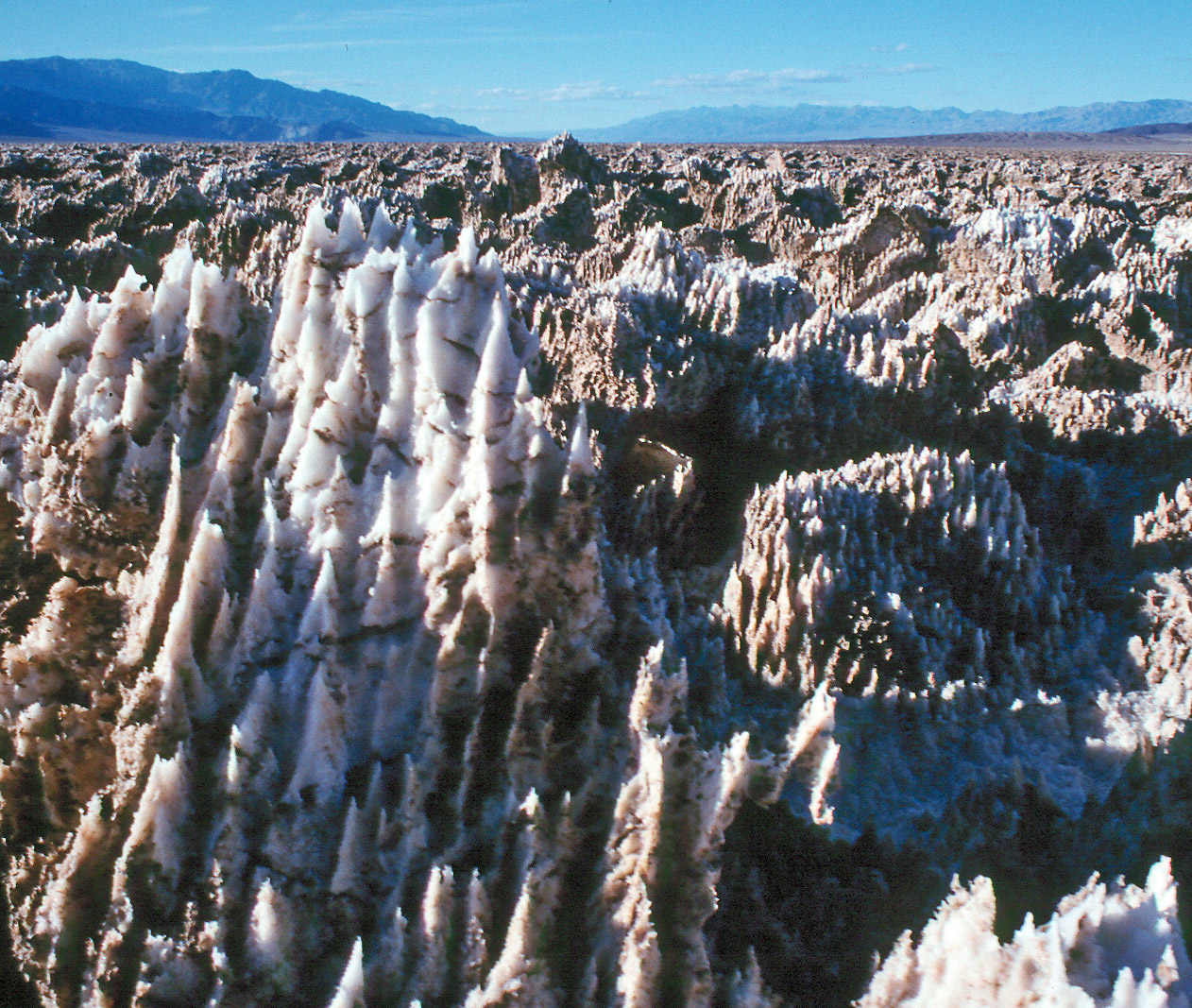
Pinnacoli di sale nel Devil's Golf Course ("Campo da golf del Diavolo").
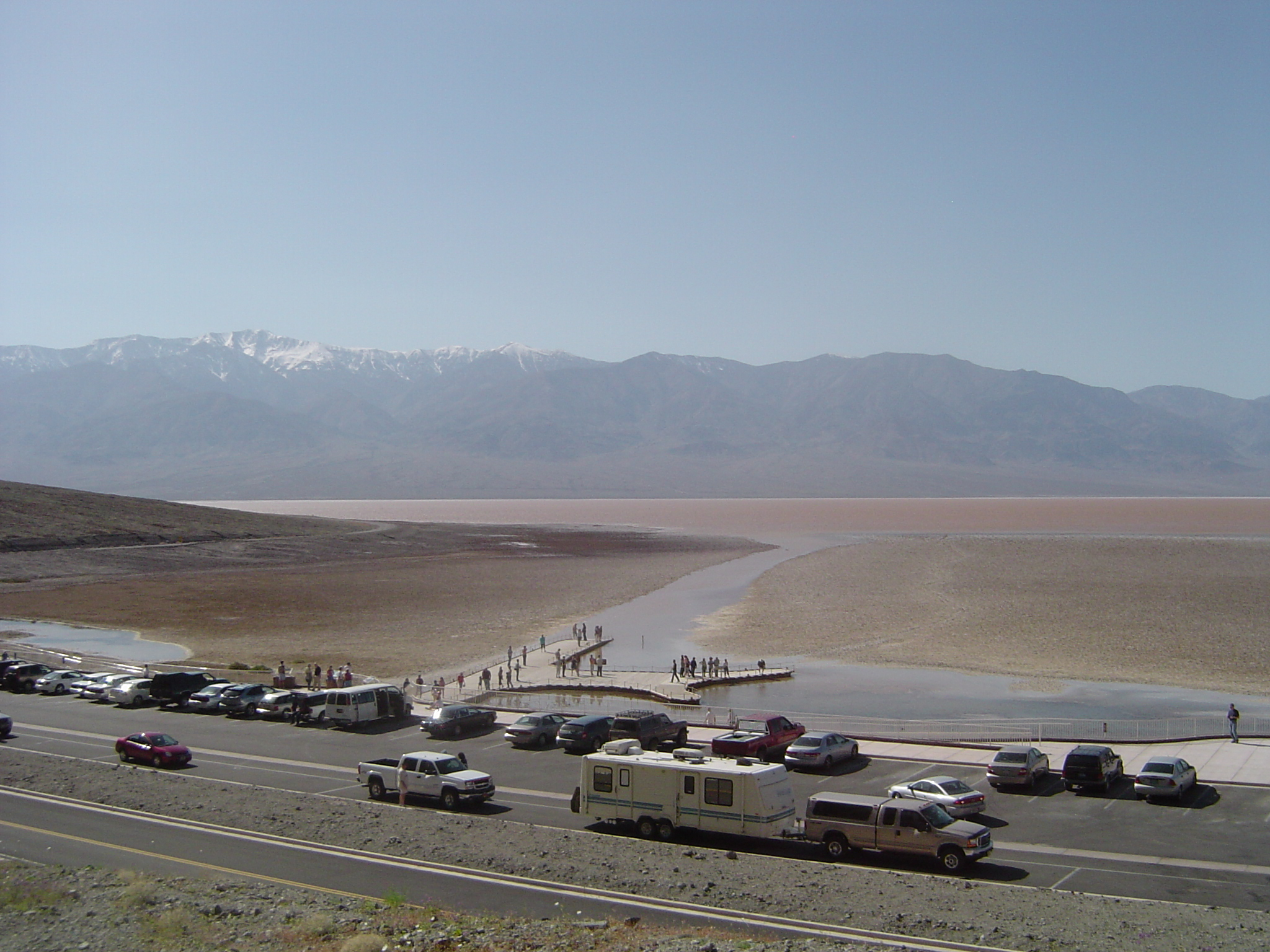
La zona di approccio turistico a Badwater temporaneamente invasa dalle acque delle piogge stagionali, primavera del 2005.